# DejaVu
Pour les articles homonymes, voir Déjà vu (homonymie).
DejaVu est une famille de polices de caractères libre dérivée de Bitstream Vera, dont le but est de couvrir autant du jeu de caractères codés universel que possible tout en maintenant le niveau de qualité et le style des polices Vera, et d'être une réelle alternative aux polices propriétaires.
Par suite de problèmes de compatibilité entre certains alphabets de direction différente et certains moteurs de rendu, une version « LGC » dérivée a été créée qui ne contient qu'un sous-ensemble des alphabets compatibles sur tous les systèmes avec l'alphabet latin.